# Toshiki Ishikawa
Toshiki Ishikawa (石川俊輝?, Ishikawa Toshiki; Saitama, 10 luglio 1991) è un calciatore giapponese, centrocampista dell'Omiya Ardija.

## Palmarès

### Club

#### Competizioni nazionali
- J2 League: 1

Shonan Bellmare: 2017
- Coppa J. League: 1

Shonan Bellmare: 2018
- Coppa dell'Imperatore: 1

Ventforet Kofu: 2022